# Ludyń
Ludyń (ukr. Людинь) – wieś na Ukrainie, w obwodzie rówieńskim, w rejonie sarneńskim, w hromadzie Wysock. W 2001 liczyła 755 mieszkańców, spośród których 747 wskazało jako ojczysty język ukraiński, 4 rosyjski, 1 mołdawski, a 3 białoruski. W 2017 liczyła 660 mieszkańców.
W okresie międzywojennym wieś znajdowała się w granicach II RP, wchodząc w skład gminy Wysock w powiecie stolińskim, w województwie poleskim.